# Contea di Lǔshān
La contea di Lǔshān (魯山縣T, 鲁山县S, Lǔshān XiànP) è una contea della provincia di Henan nel centro della Cina, appartenente in ambito amministrativo alla prefettura della città di Pingdingshan.
Nel 2002 contava 820.000 abitanti.